# Schizodactylus monstrosus
Schizodactylus monstrosus je prva opisana vrsta kukca ravnokrilca u rodu Schizodactylus. 
S. monstrosus je veliki noćni kukac robusnog izgleda kojega su u novije vrijeme izučavali Ragge (1957) i (Khattar, 1965 i 1972) Žive u Aziji a vole pjeskovite riječne obale (rijeka Damodar, Indija) gdje kopaju sebi duboke jazbine. S. monstrosus i S. inexpectatus su mesožderi, i nije zabilježeno da koriste hranu biljnog porijekla (Fletcher). Prisutan kanibalizam.